# La Buitrera (Neuquén)
La Buitrera es una localidad del departamento Picunches, en la provincia del Neuquén, Argentina.

## Población
Cuenta con 432 habitantes (Indec, 2010), lo que representa un incremento del 4,85% frente a los 412 habitantes (Indec, 2001) del censo anterior.
| Gráfica de evolución demográfica de La Buitrera entre 1991 y 2010 |
|                                                                   |
| Fuente: Censos nacionales del INDEC                               |